# Hospital de Natzaret
L'Hospital de Natzaret és l'hospital general de la ciutat de Natzaret, en el nord d'Israel.Va ser fundat com una missió cristiana pel Dr. Karloost Vartan i la Societat Mèdica Missionera d'Edimburg en l'any 1861. L'hospital ara disposa de 147 llits, compta amb més de 500 empleats, i rep més de 50.000 visites a l'any.
El projecte de l'Hospital de Natzaret va ser liderat originalment pel Dr. Pacradooni Kaloost Vartan. Nascut a Constantinoble en una família armènia a l'any 1835, va assistir a una escola cristiana protestant nord-americana per a nois armenis. Durant la Guerra de Crimea, va exercir com a intèrpret per a les forces britàniques. Allà, ell va ser conmogut i inspirat per les males condicions de la guerra i per l'atenció rebuda als hospitals. Vartan es va traslladar a Edimburg, Escòcia, per estudiar medicina.
En l'any 1861, el Dr. Vartan va arribar a Natzaret per començar a treballar. Es va unir a Johannes o John Zeller, un missioner de la Societat Missionera de l'Església. Zeller era un sacerdot anglicà, i ell va ajudar al Dr. Vartan a realitzar cirurgies fent servir anestèsia amb cloroform. Al principi, el Dr. Vartan es va enfrontar a una campanya en contra d'ell per part dels curanders locals, que van veure en el seu pla d'establiment una amenaça per a les seves pràctiques. Va haver-hi també un problema pel finançament, ja que la comissió que va enviar al Dr. Vartan a Natzaret es va dissoldre en 1864. Malgrat aquestes tribulacions el Dr. Vartan va continuar practicant la medicina. En 1865, va tractar al fill de l'alcalde de Natzaret, i va guanyar el títol, de "Gran Metge".
Avui dia, l'hospital segueix ampliant les seves pràctiques, encapçalats pel director de l'hospital, el Dr. Bishara Bisharat i un equip de gestió molt lleial. Per exemple, a l'octubre de 2012, l'hospital va obrir un complex per a embarassos i parts al proper poble de Umm Al- Fahm. Natzaret és ara la llar de 250.000 persones, i l'hospital està equipat amb 147 llits i més de 500 empleats.